# Duets (album de Carla Bley et Steve Swallow)
Pour les articles homonymes, voir Duets.
Albums par Carla Bley
Sextet
(1987) Fleur Carnivore
(1989)
Albums par Steve Swallow
Carla
(1987) Swallow
(1992)
Duets est un album en duo de la pianiste de jazz américaine Carla Bley et du bassiste de jazz américaine Steve Swallow, sorti en 1988 chez Watt/ECM.

## Liste des pistes
| No | Titre                                               | Musique                             | Durée |
| -- | --------------------------------------------------- | ----------------------------------- | ----- |
| 1. | Baby Baby                                           | Carla Bley                          | 6:28  |
| 2. | Walking Batteriewoman                               | Carla Bley                          | 4:02  |
| 3. | Útviklingssang                                      | Carla Bley                          | 4:43  |
| 4. | Ladies In Mercedes                                  | Steve Swallow                       | 5:45  |
| 5. | Romantic Notions #3                                 | Carla Bley                          | 7:02  |
| 6. | Remember                                            | Steve Swallow                       | 5:25  |
| 7. | Ups & Downs                                         | Carla Bley                          | 6:16  |
| 8. | Reactionary Tango Parts 1/2/3                       | Carla Bley                          | 8:45  |
| 9. | Soon I Will Be Done With The Troubles Of This World | Traditionnel arrangé par Carla Bley | 6:59  |

## Personnel
- Carla Bley : piano
- Steve Swallow : guitare basse